# Новицкий, Владимир Иосифович
Влади́мир Ио́сифович Нови́цкий (бел. Навіцкі Уладзімір Іосіфавіч; род. 21 октября 1939, Борковичи, Витебская область) — советский, белорусский историк; доктор исторических наук (1990), профессор (1999) кафедры теории и истории государства и права Академии управления при Президенте Республики Беларусь.

## Биография
Родился на железнодорожной станции Борковичи Верхнедвинского района Витебской области БССР в 1939 году.
В 1966 году окончил исторический факультет БГУ по специальности «История и обществоведение».
Работал лектором, затем — директором Республиканской комсомольской школы при ЦК ЛКСМ Беларуси в 1966—1971 гг. В 1975—1984 годах — секретарь партийного комитета в Академии наук БССР. В 1984—2006 годах — заведующий отделом, заместитель директора Института истории Национальной академии наук Беларуси. В 2010—2015 годах — профессор кафедры теории и истории государства и права Академии управления при Президенте Республики Беларусь.
В 1990 году защитил диссертацию на соискание учёной степени доктора исторических наук на тему «Идейно-воспитательная работа среди трудящихся Белорусской ССР (1970—1980 гг.)».
Подготовил 1 доктора и 4 кандидатов наук.

## Награды
- медаль «За трудовую доблесть» (1981)
- Грамота Верховного Совета Белорусской ССР (1980)
- премия имени академика В. А. Коптюга НАН Беларуси и Сибирского отделения РАН (2003).

## Основные научные публикации
- Новицкий, В. И. Религиозная жизнь Белоруссии в военные годы (1941—1945 гг.) / В. И. Новицкий // Беларусь 1941—1945. Подвиг. Трагедия. Память: в 2-х кн. — Кн. 2. — Минск: Беларус. наука, 2010. — С. 160—164.
- Навіцкі, У.I. З гісторыі будаўніцтва Мінскага метрапалітэна // Мінск і мінчане. — Мінск: Бел.навука, 2010. — С. 115—128.
- Навіцкі, У.I. Праблема першых пасляваенных гадоў / У.I. Навіцкі // Гісторыя Беларусі: энцыкл. — У 6-ці т. — Беларусь. Мінск: Современная школа, Экоперспектива, 2011. — Т. 6. — С. 23-36.
- Навіцкі, У.I. Разгортванне дзейнасці партыйных, савецкіх, грамадскіх арганізацый / У.I. Навіцкі // Гісторыя Беларусі: энцыкл. — У 6-ці т. — Беларусь. Мінск: Современная школа, Экоперспектыва, 2011. — Т. 6. — С. 37-45.
- Навіцкі, У.I. Барацьба з антысавецкім падполлем / У.I. Навіцкі // Гісторыя Беларусі: энцыкл. — У 6-ці т. — Беларусь. Мінск: Современная школа, Экоперспектыва, 2011. — Т. 6. — С. 46-55.
- Навіцкі, У.I. Сельская гаспадарка: цяжкасці станаўлення / У.I. Навіцкі // Гісторыя Беларусі: энцыкл. — У 6-ці т. — Беларусь. Мінск: Современная школа, Экоперспектыва, 2011. — Т. 6. — С. 37-89.
- Навіцкі, У.I. Калектывізація заходнебеларускай вескі / У.I. Навіцкі // Гісторыя Беларусі: энцыкл. — У 6-ці т. — Беларусь. Мінск: Современная школа, Экоперспектива, 2011. — Т. 6. — С. 90-98.
- Навіцкі, У.I. Пасляваенная ідэалогія сталінізму: асаблівасці ўкаранення БССР / У.I. Навіцкі // Гісторыя Беларусі: энцыкл. — У 6-ці т. — Беларусь. Мінск: Современная школа, Экоперспектыва, 2011. — Т. 6. — С. 141—157.
- Навіцкі, У.I. Супярэчлівы характар канфессійнай палітыкі / У.I. Навіцкі // Гісторыя Беларусі: энцыкл. — У 6-ці т. — Беларусь. Мінск: Современная школа, Экоперспектива, 2011. — Т. 6. — С. 180—190.
- Навіцкі, У.I. Выкрыцце культу асобы І.Сталіна. Пачатак рэабілітаціі ахвяр рэпрэсій / У.I. Навіцкі // Гісторыя Беларусі: энцыкл. — У 6-ці т. — Беларусь. Мінск: Современная школа, Экоперспектива, 2011. — Т. 6. — С. 191—202.
- Навіцкі, У.I. Адыход ад палітычных рэформаў і яго праявы ў Беларусі / У.I. Навіцкі // Гісторыя Беларусі: энцыкл. — У 6-ці т. — Беларусь. Мінск: Современная школа, Экоперспектива, 2011. — Т. 6. — С. 208—223.
- Навіцкі, У.I. Прамысловасць, транспарт, будаўніцтва / У.I. Навіцкі, Ай Сасім // Гісторыя Беларусі: энцыкл. — У 6-ці т. — Беларусь. Мінск: Современная школа, Экоперспектыва, 2011. — Т. 6. — С. 235—242. і іншыя артыкулы ў энцыклапедыі Гісторыя Беларусі" Т. 6.
- Навіцкі, У.I. Праблема развіцця культуры Беларусі ў айчыннай гістарыяграфіі другой паловы ХХ ст. / У.I. Навіцкі // Актуальныя пытанні гістарыяграфіі Айчыннай і сусветнай гісторыі: зб. навук. прац. — Мінск: БДПУ, 2012. — С. 266—271.